# Hylesia beneluzi
Hylesia beneluzi är en fjärilsart som beskrevs av Lemaire 1988. Hylesia beneluzi ingår i släktet Hylesia och familjen påfågelsspinnare. Inga underarter finns listade i Catalogue of Life.